# Michael Stich
Michael Detlef Stich, nemški tenisač, 18. oktober 1968, Pinneberg, Zahodna Nemčija.
Stich je največji uspeh kariere osvojil z osvojitvijo Grand Slam turnirja za Odprto prvenstvo Anglije, ko je leta 1991 v finalu v treh nizih premagal Borisa Beckerja. Še dvakrat se je uvrstil v finale, leta 1994 na turnirju za Odprto prvenstvo ZDA, ko ga je v finalu v štirih nizih premagal Andre Agassi, in leta 1996 na turnirju za Odprto prvenstvo Francije, ko ga je v finalu v treh nizih premagal Jevgenij Kafelnikov. Najvišjo uvrstitev na moški teniški lestvici ATP je dosegel 22. novembra 1993, ko je zasedal drugo mesto. Leta 1992 je na olimpijskem turnirju osvojil zlato medaljo v dvojicah z Beckerjem. Je tudi eden redkih tenisačev, ki ima pozitivno razmerje zmag in porazov proti Petu Samprasu, s 5:4 v zmagah. Leta 2018 je bil sprejet v Mednarodni teniški hram slavnih.

## Posamični finali Grand Slamov (3)

### Zmage (1)
| Leto | Turnir                   | Nasprotnik v finalu | Rezultat finala    |
| 1991 | Odprto prvenstvo Anglije | Boris Becker        | 6–4, 7–6(7–4), 6–4 |

### Porazi (2)
| Leto | Turnir                    | Nasprotnik v finalu | Rezultat finala         |
| 1994 | Odprto prvenstvo ZDA      | Andre Agassi        | 1–6, 6–7(5–7), 5–7      |
| 1996 | Odprto prvenstvo Francije | Jevgenij Kafelnikov | 6–7(4–7), 5–7, 6–7(4–7) |